# 蘇利文冰川
69°42′S 70°45′W / 69.700°S 70.750°W
蘇利文冰川（英語：Sullivan Glacier）是南極洲的冰川，位於亞歷山大一世島北部，處於埃爾加高地以南，最終注入吉爾伯特冰川，在1937年由英國的探險隊發現。